# Shanghai-Ranking
Das Shanghai-Ranking (offiziell Academic Ranking of World Universities, abgekürzt ARWU) ist ein weltweites Hochschulranking, das die Jiaotong-Universität Shanghai seit dem Jahr 2003 durchführt. Tausend Hochschulen weltweit werden jährlich geprüft, die ersten fünfhundert werden in einer Liste aufgeführt.

## Methodik
Die Universitäten werden auf der Basis von sechs Indikatoren verglichen. Schwerpunkt der Wertung ist die Forschung. Berücksichtigt werden: die Anzahl der wissenschaftlichen Publikationen und die Anzahl der Zitierungen, wobei als Quellen zwei Statistiken des amerikanischen Medienkonzerns Thomson Reuters herangezogen werden, die ausschließlich die Zeitschriften Nature und Science sowie das Web of Science des Institute for Scientific Information auswerten, ferner in den Naturwissenschaften die zuerkannten Nobelpreise und in der Mathematik die Fields-Medaille. Als Indikator der Leistungsfähigkeit ganz allgemein wird die Größe der jeweiligen Institution berücksichtigt.
Für jeden Indikator wird der besten Hochschule der Wert 100 zugewiesen, die folgenden Universitäten erhalten einen Prozentsatz davon.
| Bereich                 | Indikator                                                                                  | Gewichtung |
| ----------------------- | ------------------------------------------------------------------------------------------ | ---------- |
| Qualität der Ausbildung | Alumni, die einen Nobelpreis oder die Fields-Medaille gewonnen haben                       | 10 %       |
| Qualität des Personals  | Wissenschaftler mit Nobelpreis bzw. Fields-Medaille Häufig zitierte Forscher in 21 Fächern | 20 % 20 %  |
| Forschungsleistung      | In Nature & Science publizierte Artikel Artikel im Web of Science                          | 20 % 20 %  |
| Größe der Institutionen | Akademische Leistung mit Blick auf die Größe                                               | 10 %       |

## Ergebnis
Unter den ersten 20 Universitäten finden sich 2020 nur fünf nicht-US-amerikanische Universitäten: Cambridge (Platz 3), Oxford (Platz 9), Paris-Saclay (Platz 14), das University College London (Platz 16) und die ETH Zürich (Platz 20). Diese ist damit auch die erste deutschsprachige Hochschule der Rangliste; die erste deutsche Universität (Ludwig-Maximilians-Universität München) findet man auf Platz 51. Als erste österreichische Universität liegt die Universität Wien auf dem Platz ex aequo 151 bis 200. Insgesamt befinden sich 49 deutsche, neun schweizerische und 14 österreichische Universitäten im Ranking.
| Rang | Universität                           | Land                   | Alumni | Auszeich- nungen | Zitationen | Artikel in Nature & Science | Artikel im Web of Science | Leistung pro Person | Gesamt |
| ---- | ------------------------------------- | ---------------------- | ------ | ---------------- | ---------- | --------------------------- | ------------------------- | ------------------- | ------ |
| 1.   | Harvard University                    | Vereinigte Staaten     | 100    | 100              | 100        | 100                         | 100                       | 79,3                | 100    |
| 2.   | Stanford University                   | Vereinigte Staaten     | 43,8   | 86,6             | 71.1       | 79,5                        | 77,1                      | 53,8                | 74,2   |
| 3.   | University of Cambridge               | Vereinigtes Königreich | 79,5   | 98,2             | 50,0       | 57,1                        | 72,0                      | 57,5                | 70,6   |
| 4.   | Massachusetts Institute of Technology | Vereinigte Staaten     | 71,4   | 85,1             | 51,4       | 69,7                        | 63,7                      | 69,7                | 69,6   |
| 5.   | University of California, Berkeley    | Vereinigte Staaten     | 64,9   | 76,7             | 53,3       | 68,5                        | 63,4                      | 56,0                | 65,8   |
| 6.   | Princeton University                  | Vereinigte Staaten     | 59,0   | 97,9             | 41,4       | 49,9                        | 44,7                      | 71,8                | 61,1   |
| 7.   | Columbia University                   | Vereinigte Staaten     | 59,5   | 65,8             | 48,0       | 54,8                        | 72,3                      | 32,9                | 58,6   |
| 8.   | California Institute of Technology    | Vereinigte Staaten     | 50,7   | 69,1             | 36,4       | 57,9                        | 43,9                      | 100                 | 57,7   |
| 9.   | University of Oxford                  | Vereinigtes Königreich | 48,9   | 54,3             | 46,4       | 53,9                        | 78,9                      | 43,7                | 57,2   |
| 10.  | University of Chicago                 | Vereinigte Staaten     | 58,7   | 88,2             | 35,7       | 41,3                        | 54,6                      | 43,0                | 54,6   |

## Kritik
Kritikpunkte, die unter anderen vom Centrum für Hochschulentwicklung, einem Mitbewerber im Bereich Hochschulrankings, vorgebracht wurden, betreffen die folgenden Aspekte:
- Aufgrund der langen Beobachtungszeiträume werden historische und gegenwärtige Forschungsleistung vermischt. So werden Nobelpreise bis zum Jahr 1911 berücksichtigt. Dadurch werden insbesondere leistungsfähige Neugründungen benachteiligt.[3]
- Das hohe Gewicht von Zeitschriftenaufsätzen im Web of Science hat eine Verzerrung zugunsten von Universitäten mit naturwissenschaftlicher Ausrichtung in englischsprachigen Ländern zur Folge. Publikationen in anderen Medien und anderen Sprachen werden nicht berücksichtigt, was Spitzenleistungen in den Geisteswissenschaften von der Wertung ausschließt.[3]
- Besonderheiten der nationalen Hochschulsysteme werden kaum berücksichtigt. So bleibt zum Beispiel die außeruniversitäre Forschung in Deutschland mit ihren Max-Planck-Instituten oder der Fraunhofer-Gesellschaft unberücksichtigt. Ein besonders extremes Beispiel ist die italienische Eliteuniversität Scuola Normale Superiore, die nur eine geringe Zahl von Studenten (im Studienjahr 2011/12 57 Neuaufnahmen) auf der Basis eines strengen Aufnahmewettbewerbs zulässt und sich wegen ihrer geringen Größe nur auf den Plätzen 301–400 findet, weit überrundet von anderen italienischen Universitäten.[3]
- In der Zeitschrift Scientometrics konnte Razvan V. Florian die Ergebnisse des Shanghai-Rankings anhand der von Liu und Cheng angegebenen Methodik nicht reproduzieren.[4]